# 豹任氏鱂
豹任氏鱂為輻鰭魚綱鯉齒目四眼魚科的其中一種，分布於南美洲巴西及烏拉圭間的烏拉圭河流域，體長可達3.9公分。

## 擴展閱讀
維基物種上的相關：豹任氏鱂